# كريس أبيل (لاعب كرة قدم)
كريس أبيل (بالإنجليزية: Chris Abel)‏ (28 أبريل 1908 في المملكة المتحدة - 1986) هو لاعب كرة قدم بريطاني (وحمل سابقاً جنسية المملكة المتحدة لبريطانيا العظمى وأيرلندا) في مركز الدفاع. لعب مع برادفورد سيتي وليدز يونايتد ونادي ستاليبريدج سيلتيك.